# アンガス・スクリム
アンガス・スクリム（Angus Scrimm,  1926年8月19日 - 2016年1月9日）は、アメリカ合衆国の俳優である。

## 来歴
1926年、カンザス州カンザス・シティ生まれ。10代の頃に、カリフォルニア州へ移住し、南カリフォルニア大学で演劇を学んだ。その後はジャーナリスト兼ライター、編集者として活動し、キャピトル・レコードに9年間勤務した。その間にフランク・シナトラやナット・キング・コール、ディーン・マーティンといった大物歌手のライナーノーツも執筆している。それ以外では、テレビガイド誌やいくつかの映画雑誌などへも記事を執筆した。
俳優としては、もともと身長が高いこともあり（1.93 m）、出演した教育映画ではアメリカ大統領のエイブラハム・リンカーンを演じたこともある。1972年に『性獣女徒刑囚』で正式なデビューを果たして以降、テレビドラマや映画などへ立て続けに出演して俳優キャリアを構築。
1976年に出演した『誰よりも素敵なジム』では、映画監督兼脚本家のドン・コスカレリと出会い、1979年に同監督の『ファンタズム』へ出演。独特の風貌で不気味な雰囲気を醸し出す謎の男“トールマン”を演じて一躍注目された。同作品はシリーズ化され、スクリム自身もシリーズの“顔”として人気を誇っている。

## 出演作品

### 映画
- 性獣女徒刑囚 Sweet Kill (1972)
- 悲鳴を上げろ　(DVD題名：変態殺人犯!!鉄ノ爪野郎) Scream Bloody Murder (1973)
- 誰よりも素敵なジム Jim, the World's Greatest (1976)
- シドニー・ポワチエ/ピース・オブ・アクション A Piece of the Action (1977)
- Secrets of Three Hungry Wives (1978) ※テレビ映画
- ファンタズム Phantasm (1979)
- ナイトキル Nightkill (1980)
- Witches' Brew (1980)
- 未来戦士エンジェル・コマンドー/帝国の崩壊 The Lost Empire (1985)
- First Strike (1985)
- キルボット Chopping Mall (1986)
- ファンタズムII Phantasm II (1988)
- Transylvania Twist (1989)
- サブスピーシーズ/変種 Subspecies (1991)
- まんちい Munchie (1992)
- マインドワープ Mindwarp (1992)
- 落としわな Deadfall (1993)
- ファンタズムIII Phantasm III: Lord of the Dead (1994)
- Munchie Strikes Back (1994)
- サスペリア2000 Fatal Frames - Fotogrammi mortali (1996)
- ヴァンピレラ Vampirella (1996) ※ビデオ作品
- ウェス・クレイヴンズ ウィッシュマスター Wishmaster (1996) ※声のみ
- ファンタズムIV Phantasm IV: Oblivion (1998)
- Bel Air (2000)
- Legend of the Phantom Rider (2002)
- ファイナル・ショット The Off Season (2004)
- Satanic (2006)
- ゾンビ・トランスフュージョン Automatons (2006)
- Red 71 (2008)
- セール・オブ・ザ・デッド I Sell the Dead (2008)
- Satan Hates You (2010)
- クリーチャーズ 異次元からの侵略者 John Dies at the End (2012)
- ファンタズムV ザ・ファイナル Phantasm: Ravager (2016)*遺作

### テレビドラマ
- Dr.刑事クインシー Quincy M.E. (1978)
- プロジェクトUFO　Project U.F.O. (1978)
- サルベージワン Salvage 1 (1979)
- ディズニー・ランド Disneyland (1981)
- Dr.トラッパー/サンフランシスコ病院物語 Trapper John, M.D. (1984)
- The Nutt House (1989)
- Beyond Belief: Fact or Fiction (1998, 1999)
- FreakyLinks (2001)
- ナイトメア・ルーム The Nightmare Room (2001)
- エイリアス Alias (2001, 2002, 2003, 2005)
- The Jersey (2003)
- カップリング Coupling (2003)
- マスターズ・オブ・ホラー Masters of Horror (2005)
- ファム・ファタール Femme Fatales (2011)

## 参照
1. ↑  “'Phantasm' star Angus Scrimm dies at 89” (英語). EW.com (2016年1月10日). 2024年6月7日閲覧。
2. 1 2 3 4  “Angus Scrimm Biography”. 2014年8月13日閲覧。